# 阿旺晋美
阿旺晋美（藏語：ངག་དབང་འཇིགས་མེད，威利转写：ngag dbang vjigs med，1957年—），西藏傳統美術理論家、畫家，唐卡繪畫礦、植物顏料工藝專家及非物質文化遺產藏傳顏料製作工藝傳承人；現任西藏大學藝術學院教授、藝術教研室主任、博士生導師、西藏自治区非物质文化遗产保护领导小组专家委员会委员兼传统美术组组长、西藏文化发展促进会常务理事，曾任中華人民共和國教育部高校美术教指委委员；编著有《西藏美术史略》、《藏、汉美术辞典》（合著）及译著《藏族绘画》。

## 獲獎
- 國家非物質文化遺產代表性傳承人獎章（2012年12月）[4]